# 1879
Cette page concerne l'année 1879 (MDCCCLXXIX en chiffres romains) du calendrier grégorien.
L'année 1879 est une année commune qui commence un mercredi.

## Événements

### Afrique
- 17 février : arrivée du père Siméon Lourdel à Entebbe. La Congrégation des Pères Blancs, catholique, s’installe au Bouganda. Elle s’attache à repousser l’avancée de l’Islam[1].
- 15 mars : Albert Grévy est nommé gouverneur général de l’Algérie (fin en 1881)[2].
  - Antoine Chanzy, en conflit avec les représentants des Européens, doit céder la place. Albert Grévy, peu au fait des affaires coloniales, se laisse dominer par les colons membres de l’Assemblée nationale qui cherchent à étendre le pouvoir civil au détriment des militaires responsables de l’administration depuis la conquête. Il se bat pour l’assimilation, mais, taxés d’imprévoyance, il est remplacé par Tirman[3].
- 8 juin : arrivée à Benghazi de Ali Kiemali Pacha, nommé par Istanbul gouverneur de Cyrénaïque[4]. La Cyrénaïque retrouve son autonomie : la régence de Libye, réunifiée en 1871, est à nouveau divisée en deux administrations distinctes[5]. Le gouverneur entreprend des réformes de l’éducation et de l’armée.
- 25 juin : par un firman du sultan, le khédive d’Égypte Ismaïl Pacha est déposé au profit de son fils Tawfiq Pacha (fin en 1892). Ismaïl, qui a nommé le 27 avril un gouvernement sans ministres européens, est obligé de démissionner cinq jours après à la suite des pressions occidentales sur le sultan[6].
- 27 juillet, Cyrénaïque : l’expédition de Rohlfs, partie de Benghazi le 5 juillet, atteint l’oasis de Koufra[7].
- 8 juillet : départ de Rotombo (Sierra Leone) de l’expédition de Josua Zweifel et Marius Moustier aux sources du Niger[8].
- 15 juillet : reddition de Soliman bey, fils du trafiquant d’esclaves soudanais Zubeir Pacha, battu par Romolo Gessi (it), gouverneur du Bahr el-Ghazal. Il est exécuté[9].
  - Rabah Fadlallah, ancien lieutenant de Soliman bey, se taille un empire dans les pays centrafricains et tchadiens de 1879 à 1893[10]. Il occupe successivement le Darfour et le Dar Runga (1887), le Dar Fertit (1890) et le Baguirmi (1892-1893).
- 18 juillet : le Secrétaire d’État aux Colonies et le Ministre des Affaires étrangères (Salisbury) autorisent l’extension de la domination britannique en Gold Coast vers l’est (1879-1890). En décembre, le nouveau gouverneur Herbert Taylor Ussher annexe Dénou et Aflao[11].

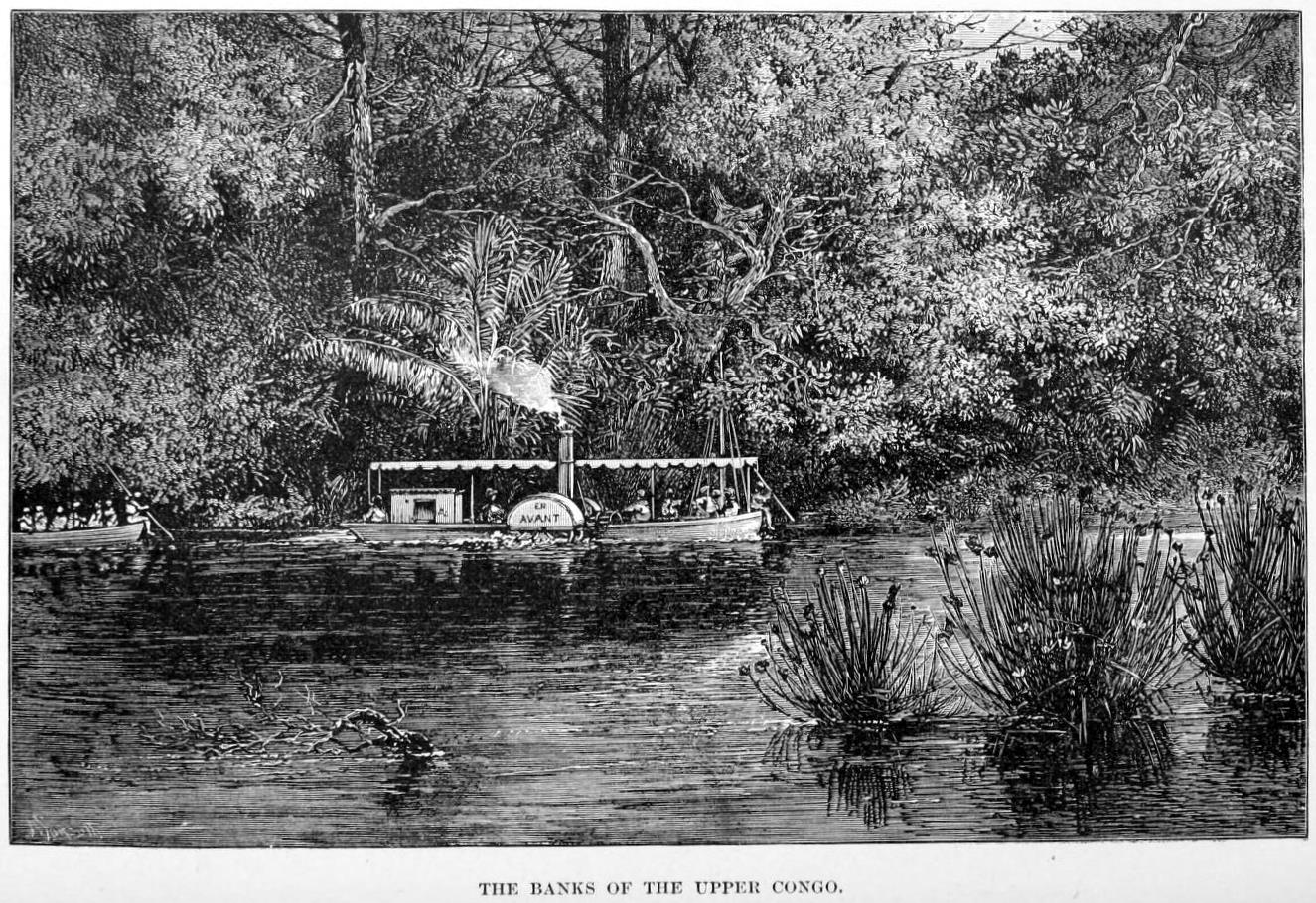
21 août : expédition de Stanley au Congo.

- 21 août, Boma : début de l’expédition au Congo d’Henry Morton Stanley financée par le roi des Belges Léopold II et l’Association internationale africaine (fin en juin 1884)[12]. Sur ordre de Léopold II, Stanley amène progressivement les ethnies locales à se constituer en États indépendants sous l’égide de la Belgique qui entend ainsi exploiter à son seul profit les grandes richesses du bas Congo en caoutchouc et en ivoire.
- 10 septembre : Lat Dyor Diop, damel (roi) du Cayol (Sénégal) sous protectorat français et fermement opposé à la colonisation, signe à regret le traité de construction de la ligne de chemin de fer Dakar-Saint-Louis du Sénégal, dans lequel il pressent, à juste titre, la fin de son autonomie[13].
  - Jean Jauréguiberry, ancien gouverneur du Sénégal nommé ministre de la marine en février, fait adopter en septembre le projet de chemin de fer Sénégal-Niger. La Chambre des députés vote les crédits destinés à financer les études préliminaires relatives au Transsaharien. Le nouveau président du Conseil français Freycinet, nommé en décembre, est partisan de la construction du Transsaharien et de la « conquête pacifique » de l’Afrique par les chemins de fer et autres moyens de transport modernes[14].
- Septembre : le gouverneur du Sénégal Brière de l'Isle envoie le capitaine Joseph Simon Gallieni à Ségou pour y négocier un nouveau traité avec le sultan Ahmadou. Il arrive à Médine et crée le 12 octobre le poste de Bafoulabé, au confluent du Bakoy et du Bafing, premier maillon d’une chaîne destinée à relier le haut Sénégal au delta central nigérien[15].
- Septembre-octobre : Muteesa Ier, kabaka (roi) du Bouganda demande successivement aux Protestants de la Church Mission Society et aux Pères blancs de le baptiser, ce qui lui est refusé en raison de sa polygamie. Un mois plus tard, il fait des ouvertures aux musulmans, puis finalement revient à la religion traditionnelle[16].
- 17 novembre : le Comité d’Études du haut-Congo est remplacé par l’Association internationale du Congo par le roi Léopold II de Belgique[17].
- 23 décembre : Muteesa Ier interdit les religions étrangères au Bouganda[18]. L’année suivante, il proclame l’islam religion officielle (30 juin 1880), tout en reconnaissant aux Ganda la liberté religieuse. En 1885-1886, les chrétiens seront persécutés, ce qui dégénérera en guerre civile (1888-1890).
  - Au Bouganda, la religion traditionnelle jouit de la faveur du plus grand nombre : composée de médiums, de prêtres et de guérisseurs, la classe religieuse (Semakula Kiwanuka) est puissante et riche et contrôle d’immense domaines que le roi n’a pas le droit de confisquer. Pour le pouvoir, les religions étrangères apparaissent comme la promesse de ressources politique accrues et d’alliance diplomatiques multiples, ce qui explique les nombreux revirements du roi et de ses successeurs.
- Décembre à avril 1881 : campagnes victorieuse de Samori Touré pour étendre son empire (Guinée actuelle) jusqu’à la mer. Les puissants Cissé défaits, seule la ville de Kankan semble s’opposer à l’expansion irrésistible de Samori Touré jusqu’en 1881[19].

#### Afrique australe
- 11 janvier : début de la guerre des Zoulous en Afrique du Sud[20].

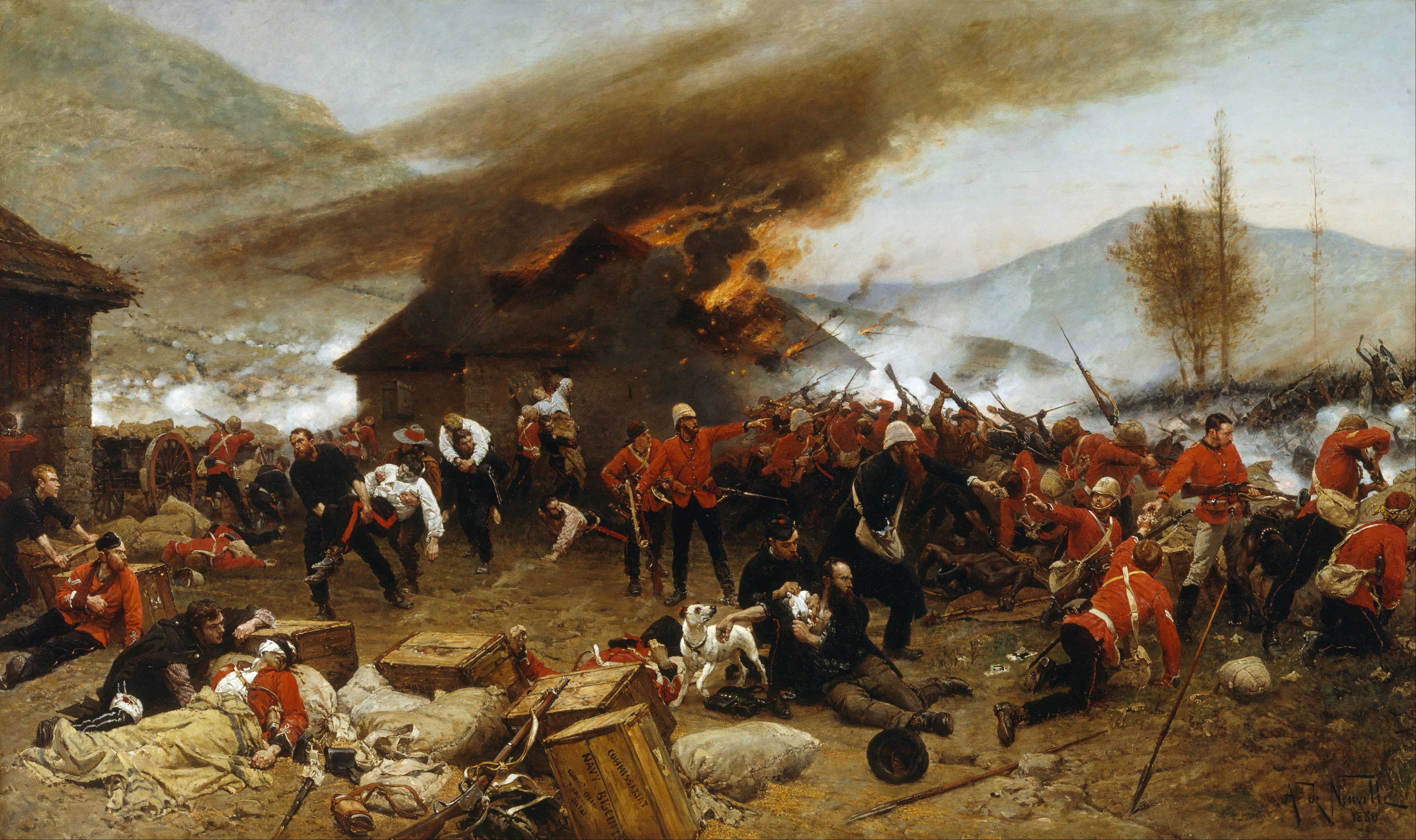
22 janvier : la défense de Rorke’s Drift.

- 22 janvier : le corps expéditionnaire britannique (15 000 hommes) est mis en pièces par les troupes du chef Zoulou Chettiwayo à la bataille d’Isandhlwana. L’affrontement fait 1 600 morts parmi les troupes britanniques[20] qui perdent plus d’officiers qu'à Waterloo. Le même jour les Zoulous sont battus à la bataille de l’Inyezane et les Britanniques résistent à Rorke’s Drift dans la nuit du 22 au 23 janvier[21].
- 7 février-3 avril : une colonne britannique est assiégée à Eshowe par les Zoulous pendant deux mois avant d’être secourue[21].
- 12 mars : victoire zouloue à la bataille de la Ntombe[21].
- 25 mars : institution du service militaire obligatoire à Madagascar[22].
- 28 mars : victoire des Zoulous à la bataille de Hlobane[21].
- 29 mars : défaite des Zoulous à la bataille de Kambula[21].
- 2 avril : défaite des Zoulous à la bataille de Gingindlovu[21].
- 1er juin : mort du Prince impérial, fils de Napoléon III, officier dans l'armée anglaise en guerre contre les Zoulous.
- 4 juillet : bataille d’Ulundi. Aidés par les dissensions internes et la trahison de certains chefs, les 20 000 soldats anglais de Sir Wolseley entrent dans Ulundi, la capitale zoulou. La ville est incendiée, le roi Chettiwayo emmené en captivité et l’État zoulou morcelé en plusieurs petites chefferies, dirigées par des hommes nommés et payés par les Britanniques, dont le Sud-africain John Robert Dunn[20].

### Amérique
- 14 février : les forces armées Chiliennes prennent le port d’Antofagasta alors bolivien[23].
- 16 février : le Chili prend le centre minier de Caracoles[24].
- 5 avril : le Chili déclare la guerre au Pérou ; la Bolivie déclare la guerre au Chili le lendemain[23]. Début de la guerre du Pacifique pour le contrôle des gisements de nitrate du désert d’Atacama. La Bolivie et le Pérou, liés par un pacte secret signé le 6 février 1873, et croyant s’imposer facilement par les armes, refusent l’arbitrage international. Elle se termine en 1883 par la victoire du Chili qui conquiert les provinces d’Antofagasta sur la Bolivie et de Tarapacá sur le Pérou et devient la principale puissance de la côte Pacifique.
- 12 avril : combat de Chipana[25].

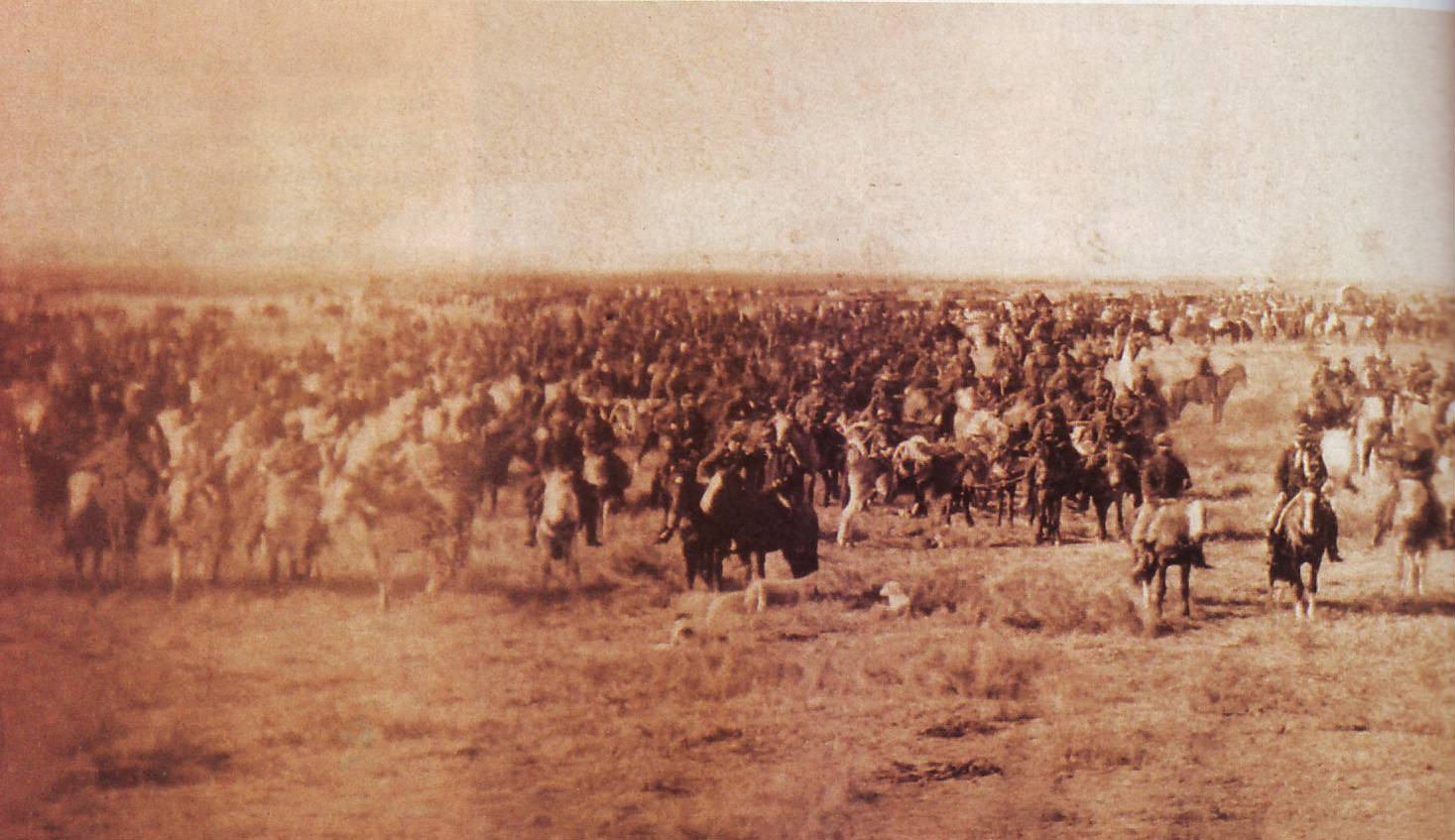
29 avril : conquête du Désert.

- 29 avril, Carhué : début de la conquête du Désert[26]. L’Argentine conquiert le sud de la Pampa. Victorieux des Indiens et de leurs alliés gauchos, le général Julio Argentino Roca s’empare de leurs terres. La vente de ces dernières aux officiers et aux riches propriétaires fait reculer la frontière des estancieros jusqu’à la Patagonie.

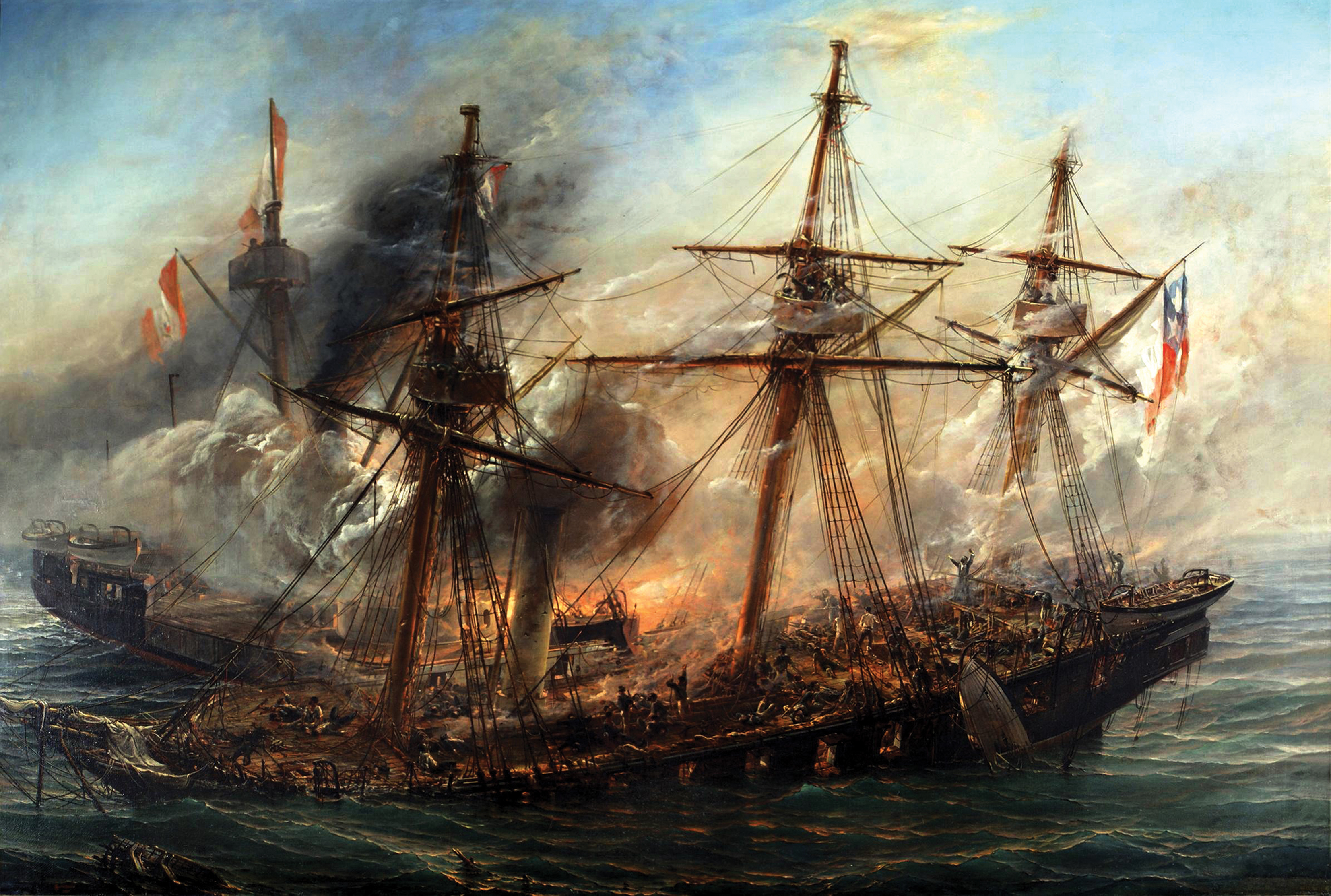
21 mai : combat naval d’Iquique

- 21 mai : victoire péruvienne contre le Chili au combat naval d’Iquique[23].
- 24 août : Cuba connaît une nouvelle insurrection, la « Guerra Chiquita »[27]. Elle ruine un peu plus une économie déjà exsangue qui tombe aux mains des Nord-Américains.

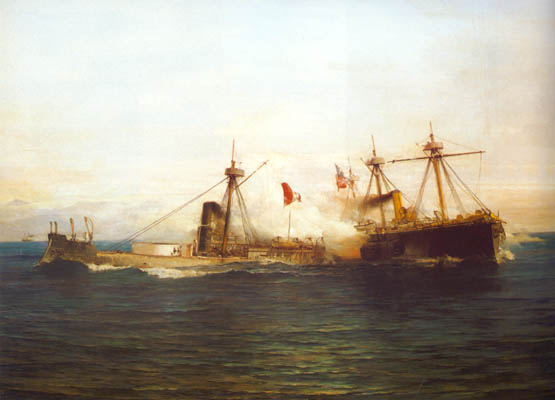
8 octobre : combat naval d’Angamos.

- 8 octobre : victoire chilienne décisive au combat naval de Angamos ; le monitor Huáscar est capturé par la marine chilienne[23].
- 27 novembre : victoire péruvienne sur le Chili à la bataille de Tarapacá[24].
- 11 décembre : constitution au Guatemala[28] instituée par le président de la République Justo Rufino Barrios, qui réaffirme le principe fédéral, ligne directrice du parti libéral.

### Asie et Pacifique
- 8 janvier, seconde guerre anglo-afghane : les Britanniques du général Donald Stewartenre s’emparent de Kandahar[29].
- Janvier : création de la brigade cosaque persane par le gouvernement russe à la demande de Nasseredin Shah, instrument militaire de la pénétration russe en Asie centrale, notamment au Turkestan[30].
- 16 février, Bombay: arrivée en Inde de Mme Helena Blavatsky et du colonel américain Henry Steel Olcott de la société théosophique[31], qui reconnaît la religion, les rites et les institutions hindoues comme l’une des plus hautes formes de sagesse et de pensée humaine.
- 28 février, Arabie : le sultan d’Oman lance une expédition maritime qui annexe le Dhofar[32]. Le pouvoir ibadite, rapatrié de Zanzibar depuis 1856, fonde sa nouvelle capitale à Salalah, ville portuaire du Dhofar de population sunnite. L’arrière pays, le désert de Rub al-Khali, est en partie contrôlé par les Omanais et constitue une frontière naturelle avec le Yémen ottoman.
- Février : le député britannique Laurence Oliphant quitte l’Angleterre pour un voyage en Transjordanie. Il se rend à Constantinople en mai, et cherche à persuader le Sultan d’accorder des terres aux Juifs sous une charte de colonisation[33].

- Avril : départ de Zaïssan de l’expédition du colonel russe Nikolaï Prjevalski en Mongolie et dans le Tibet du Nord. Il est arrêté le 3 décembre à 250 km au nord de Lhassa[34]. Il mourra en 1883 au bord du lac Issik Koul, dans les monts Tien Shan, à nouveau sur le chemin de Lhassa.
- 14 mai : arrivée à Levuka de 463 Indiens sous contrat d’indenture aux Fidji[35]. Les Britanniques introduisent dans les plantations de canne à sucre des journaliers indiens pour pallier le manque de main-d’œuvre. Ils seront nombreux à s’installer de façon permanente en marge des populations indigènes.
- 25 mai : début de l'Année de la Charrue. Résistance passive des Te Whiti en Nouvelle-Zélande (1879-1886)[36].
- 26 mai : traité de Gandomak qui met fin à la seconde guerre anglo-afghane. L’Afghanistan devient un protectorat britannique. Les Britanniques contrôlent la politique étrangère, administrent la région de Pichin au débouché du Kandahar et obtiennent le débouché de Khyber, dans les Monts Sulaiman, aux portes de l’Inde[37].
- 7 juillet : arrivée au Tibet du pandit Sarat Chandra Das, envoyé comme espion par les Britanniques (fin en 1881)[38]. Il rédige un dictionnaire tibétain-anglais qui reste une référence.
- 21 juillet, Hyderabad : échec en Inde d’une tentative de soulèvement contre les Britanniques organisé par le révolutionnaire marathe Vasudev Balwant Phadke. Fait prisonnier, il sera condamné à la prison à vie[39].
- 3 septembre : assassinat de l’envoyé britannique en Afghanistan, Louis Cavagnari, qui remet en cause le traité de Gandamak[40].
- 17 septembre : ouverture de l’exposition universelle de Sydney[41].
- 2 octobre : signature du traité sino-russe du Livadia, qui fixe la frontière sino-russe en Asie centrale. La Russie occupe une partie de la vallée de l’Ili. L’ambassadeur Chonghou sera désavoué à son retour à Pékin et condamné à mort. La Chine dénonce le traité le 19 février 1880. Un nouvel accord est conclu à Saint-Pétersbourg le 12 février 1881[42].
- 6 octobre :
  - victoire britannique à Charasiab. Kaboul est occupée le 9 par les forces anglo-indiennes[43]. Yakoub Khan, fils de Shir Ali Khan, qui avait pris la succession, est contraint d’abdiquer le 28 octobre[29].
  - ouverture du premier congrès des syndicats ouvriers en Australie ( Intercolonial Trade Union Congress, Sydney)[44]. Les syndicats, qui existent depuis plusieurs années, avait déjà réclamé l’établissement de la journée de travail de huit heures.
- 15 - 23 décembre : échec du siège du cantonnement britannique de Sherpur par les afghans[43].
- Inde : une ordonnance exige qu’une proportion de moins de 1/6e des emplois de l’administration soit réservée aux Indiens[45].

### Europe
- 21 janvier : début de la première guerre scolaire en Belgique[46].
- 21 février (9 février du calendrier julien), Russie : assassinat du gouverneur général de Kharkov, le prince Kropotkine[47]. Développement systématique du terrorisme par certains membres de Zemlia i Volia
- 22 février : publication à Genève du Révolté[48], journal anarchiste fondé par Pierre Kropotkine, François Dumartheray et Herzig.
- 3 avril, Pays-Bas : fondation du parti antirévolutionnaire par le protestant orthodoxe Abraham Kuyper[49].
- 14 avril (2 avril du calendrier julien), Russie : attentat manqué de Soloviev contre l’empereur de Russie[47]. Du 14 avril au 13 mars 1881 (1er mars julien), Alexandre II échappe à quatre attentats contre sa vie[50].
- 28 avril (16 avril du calendrier julien) : constitution de Tarnovo[51]. La nouvelle Principauté de Bulgarie se dote d’une Constitution qui prévoit une Assemblée unique élue pour cinq ans au suffrage universel.
- 29 avril (17 avril du calendrier julien) : Alexandre Ier de Battenberg devient prince de Bulgarie. Il arrive à Varna le 6 juillet (24 juin du calendrier julien)[51].
- 2 mai : Pablo Iglesias fonde clandestinement à Madrid le parti socialiste ouvrier (PSOE) et son organe, El Socialista, issu de la Nouvelle Fédération[52].
- 22 mai : modification de la loi de 1868 sur l’instruction publique en Hongrie : l’enseignement du hongrois devient obligatoire dans toutes les écoles primaires et les écoles normales[53].
- 29 juin-3 juillet (17 juin-21 juin du calendrier julien) : congrès de Zemlia i Volia à Lipetsk et à Voronej : divergences sur le terrorisme, entraînant la scission entre terroristes (groupe Narodnaïa Volia, la Volonté du peuple) et propagandistes (groupe Tcherny Peredel, « Partage noir »), qui évoluera vers le marxisme[54].
- 4 juillet : le Reichstag d’Allemagne octroie une constitution aux territoires occupés d’Alsace-Lorraine. Ils disposent d’une certaine autonomie sous l’autorité d’un gouverneur (Statthalter) nommé par l’empereur[55].
- 15 juillet : vote d’un tarif douanier protectionniste en Allemagne (droits d’entrée sur les produits céréaliers et industriels)[56]. Aggravé en 1885 et 1887 pour les céréales, il sert les intérêts de l’aristocratie terrienne et de la grande bourgeoisie industrielle qui s’unissent pour défendre l’ordre social et politique contre les socialistes et les libéraux de gauche (alliance du seigle et de l’acier). La production industrielle retrouve son niveau de 1873.
- 4 août : encyclique Æterni Patris du pape Léon XIII sur la Philosophie chrétienne, à l’origine du néo-thomisme[57].
- 12 août, Autriche : cabinet conservateur Taaffe (fin en 1894)[58]. Il étudie une nouvelle législation du travail.
- 7 septembre (26 août du calendrier julien) : le groupe Narodnaïa Volia condamne l’empereur Alexandre II de Russie à mort[59].

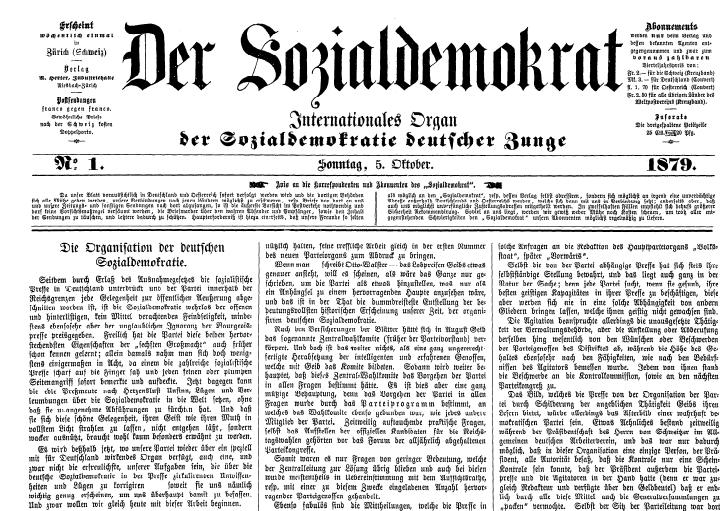
5 octobre, Allemagne : parution clandestine du premier numéro du Sozialdemokrat, organe central de la social-démocratie allemande, introduit de Suisse en Prusse pendant plus de dix ans.

- 7 octobre : Duplice[43]. Confirmation de l’alliance austro-allemande, alliance défensive contre la Russie. Ce traité d’assistance militaire consacre la fin de la ligue des trois empereurs à la suite de la guerre russo-turque dans les Balkans, qui a démontré que les intérêts stratégiques de la Russie s’opposaient à ceux de Vienne. Deux axes émergent, l’un franco-russe, l’autre austro-allemand.
- 21 octobre : fondation de la Ligue agraire irlandaise, dirigée par le fenian Michael Davitt, elle est destinée à protéger les paysans contre les huissiers et les percepteurs de loyers[60]. Charles Parnell dirige le groupe des députés nationalistes irlandais aux Communes.
- 25 octobre (13 octobre du calendrier julien) : devant la pression des puissances occidentales, le ministère roumain de Bratianu accepte de réviser l’article 7 de la constitution qui écarte les Juifs de la citoyenneté. Les Juifs peuvent devenir citoyens roumains, mais restent exclus de la possession de terre[61].
- 30 novembre et 1er décembre (18 et 19 novembre du calendrier julien[62]) : échec de deux attentats contre le train impérial près de Moscou[50].

## Naissances en 1879
- 1er janvier :
  - Edward Dillon, acteur, réalisateur et scénariste américain († 11 juillet 1933).
  - Edward Morgan Forster, écrivain anglais († 7 juin 1970).
  - William Fox, producteur de cinéma américain, fondateur de la Fox Film Corp († 8 mai 1952).
- 8 janvier : Charles Bryant, réalisateur et acteur britannique († 7 août 1948).
- 11 janvier : Hermann Mulert, théologien protestant allemand († 22 juillet 1950).
- 13 janvier : Emma Ciardi, peintre italienne († 16 novembre 1933).
- 15 janvier : Ernest Thesiger, acteur britannique († 14 janvier 1961).
- 21 janvier : Jean Fernand-Trochain, peintre et graveur sur bois français († 8 mai 1969).
- 22 janvier :
  - Gaëtan Dumas, peintre et poète français († 24 novembre 1950).
  - Francis Picabia, peintre et écrivain français († 30 novembre 1953).
- 26 janvier : Lilian Davidson,  peintre paysagiste et portraitiste, enseignante, et écrivaine irlandaise († 29 mars 1954).
- 27 janvier : Beatrice Hastings, poétesse et critique d'art britannique († 30 octobre 1943).
- 30 janvier : Vicente Pastor, matador espagnol († 30 septembre 1966).
- 1er février : Henri Chrétien, inventeur français († 6 février 1956).
- 5 février : Edward Rigby, acteur et metteur en scène anglais († 5 avril 1951).
- 6 février : 
  - Catherine Cummins, sœur de la Charité irlandaise († 11 novembre 1967).
  - Emile Othon Friesz, peintre français († 10 janvier 1949).
  - José Urfé,  clarinettiste et compositeur cubain († 14 novembre 1957).
- 7 février : Hardy von François, acteur et directeur artistique allemand († 21 décembre 1951).
- 8 février : Albert Taillandier, coureur cycliste français († 27 juillet 1945).
- 11 février : Jean Gilbert, compositeur et chef d'orchestre allemand († 20 décembre 1942).
- 13 février : Louis Thirion, compositeur français († 4 juillet 1966).
- 18 février : 
  - Gaston Durel, peintre orientaliste et décorateur français († 28 février 1954).
  - Nikolaï Korjenevski, explorateur, géomorphologue et glaciologue russe († 31 octobre 1958).
- 19 février :
  - Luigj Gurakuqi, homme d'État, politique et diplomate albanais († 2 mars 1925).
  - Louis Prat, peintre et graveur français († 19 mai 1932).
- 20 février : Bombita (Ricardo Torres Reina), matador espagnol († 29 novembre 1936).
- 22 février : Joannes Bronsted, chimiste danois († 17 décembre 1947).
- 23 février : Kasimir Malevitch, peintre, dessinateur, sculpteur et théoricien russe puis soviétique († 15 mai 1935).
- 24 février : Mihailo Milovanović, peintre, sculpteur et écrivain serbe puis yougoslave († 28 novembre 1941).
- 25 février :
  - Julius Falkenstein, acteur allemand († 9 décembre 1933).
  - Alexandre Lioubimov, peintre russe puis soviétique († 19 décembre 1955).
- 26 février : Franck Bridge, compositeur britannique († 10 janvier 1941).
- 4 mars :
  - Juliette Dubufe-Wehrlé, peintre et sculptrice française († 29 août 1918).
  - René Vincent, peintre, aquarelliste, dessinateur et affichiste français († 13 septembre 1936).
- 8 mars :
  - Otto Hahn, chimiste allemand, († 28 juillet 1968).
  - Ernesto Laroche, peintre, aquafortiste et critique d'art uruguayen († 2 juin 1940).
- 11 mars : Marc Choisnard, peintre français († 6 janvier 1966).
- 12 mars : Marie-Thérèse Amirian, compositrice et chanteuse française († 25 août 1948).
- 13 mars : Róise Mhic Ghrianna, chanteuse et conteuse irlandaise († 6 avril 1964).
- 14 mars :
  - Cecilia Cuțescu-Storck, peintre roumaine († 29 octobre 1973).
  - Albert Einstein, physicien († 18 avril 1955).
- 22 mars :
  - Alexandre Cingria, peintre, décorateur, dessinateur, critique d'art et écrivain suisse († 8 novembre 1945).
  - Pierre Sevaistre, peintre français († 22 octobre 1949).
- 25 mars : Otakar Zich, compositeur et esthéticien austro-hongrois puis tchécoslovaque († 9 juillet 1934).
- 27 mars : Sándor Garbai, homme d'État hongrois († 7 novembre 1947).
- 30 mars : Édouard-Alexandre Bernard, peintre, affichiste, caricaturiste, graveur et dessinateur français († 30 novembre 1950).
- 1er avril :
  - Émile-Georges Barrillon, ingénieur naval français († 17 juillet 1967).
  - Ilia Chatrov, militaire, musicien, chef d'orchestre et compositeur russe puis soviétique († 2 mai 1952).
- 7 avril : Ardengo Soffici, écrivain, poète et peintre italien († 19 août 1964).
- 11 avril : Bernhard Schmidt, astronome et opticien estonien († 1er décembre 1935).
- 15 avril : Elena Popea, peintre roumaine († 19 juin 1941).
- 17 avril : Marie Louise Amiet, dessinatrice et peintre française († 1944).
- 21 avril : Eric Hamber, homme politique canadien († 10 janvier 1960).
- 27 avril : Jean-Pierre Gras, sculpteur, céramiste et peintre français († 25 février 1964).
- 29 avril : Léon Cannicioni, peintre français († 25 avril 1957).
- 3 mai : Thomas Saleh, prêtre maronite libanais, martyr, bienheureux († 28 février 1917).
- 4 mai : Wang Kemin, homme politique chinois († 25 décembre 1945).
- 8 mai : Orens Denizard, peintre français († 8 octobre 1965).
- 12 mai : George Landenberger, homme politique américain († 15 janvier 1936).
- 13 mai : René Quillivic, sculpteur, peintre, graveur et céramiste français († 8 avril 1969).
- 17 mai : Démétrios Galanis, peintre et graveur grec naturalisé français († 20 mars 1966)
- 22 mai :
  - Jean Cras, officier de marine et compositeur français († 14 septembre 1932).
  - Fédir Krytchevsky, peintre moderniste russe puis soviétique († 30 juillet 1947).
- 23 mai : Antony Troncet, peintre, graveur et illustrateur français († 1939).
- 25 mai :
  - Max Aitken, 1er baron Beaverbrook, homme politique et homme d'affaires canadien-britannique († 9 juin 1964).
  - Frank Alexander, acteur américain († 8 septembre 1937).
- 29 mai : César Simar, coureur cycliste français († 23 octobre 1934).
- 30 mai : Vanessa Bell, peintre et architecte d'intérieur britannique († 7 avril 1961).
- 2 juin : Raymond Renefer, dessinateur et peintre français († 14 octobre 1957).
- 5 juin :
  - René Pottier, coureur cycliste français († 25 janvier 1907).
  - Marcel Tournier, harpiste et compositeur français († 18 mai 1951).
- 6 juin : Władysław Jarocki, peintre polonais († 7 février 1965).
- 11 juin : Cyril Chadwick, acteur et chanteur anglais († 3 novembre 1955).
- 12 juin : Charles-Paul Chaigneau, peintre français († 30 mai 1939).
- 15 juin : Moustapha el-Nahhas Pacha, homme politique égyptien († 23 août 1965).
- 17 juin : Alfred Smyth, militant anti-colonial samoan († 27 octobre 1959).
- 21 juin : Umberto Brunelleschi, peintre, illustrateur et affichiste italien († 16 février 1949).
- 23 juin : Angelina Beloff, peintre pleinairiste, graveuse, illustratrice de livres et auteure pour le théâtre de marionnettes mexicaine d'origine russe († 30 décembre 1969).
- 2 juillet : Icilio Bacci, homme politique, conférencier et avocat italien († 28 août 1945).
- 3 juillet :
  - Gleb Ivanovitch Boki, homme politique russe puis soviétique († 15 novembre 1937).
  - Alfred Korzybski, philosophe et scientifique américano-polonais († 1er mars 1950).
- 5 juillet :
  - Volkmar Andreae, compositeur et chef d’orchestre suisse († 18 juin 1962).
  - Philippe Gaubert, chef d’orchestre, flûtiste et compositeur français († 8 juillet 1941).
  - Camille Godet, peintre français († 10 octobre 1966).
- 17 juillet :
  - Charles-René Darrieux, peintre français († 11 mai 1958).
  - Jean Frélaut, peintre, graveur et illustrateur français († 23 décembre 1954).
- 20 juillet : Vladko Maček, homme politique croate († 15 mai 1964).
- 23 juillet : Luigi Michelacci, peintre italien († 19 février 1959).
- 25 juillet : Louis Lewandowski, peintre polonais († 30 octobre 1934).
- 26 juillet : Jane Chauleur-Ozeel, peintre et aquarelliste française († 1965).
- 27 juillet : Lucien Lantier, peintre français († 21 avril 1960).
- 30 juillet : Houseley Stevenson, acteur américain d'origine anglaise († 6 août 1953).
- 31 juillet : Léopold Survage, peintre français († 31 octobre 1968).
- 8 août : Princesse Teri'inavahoro'a Teri'itari'a Teurura'i, princesse héritière de Huahine et Maia'o († 23 avril 1917).
- 9 août : Denis Henri Ponchon, peintre français († 15 décembre 1948).
- 13 août :
  - Felice Carena, peintre italien († 10 juin 1966).
  - John Ireland, compositeur anglais († 12 juin 1962).
- 15 août : Albert Hazen Wright, zoologiste américain († 4 juillet 1970).
- 16 août : Charles-Auguste Edelmann, peintre et illustrateur français († 23 novembre 1950).
- 18 août : Usta Shirin Murodov,  peintre, potier et folkloriste ouzbek († 2 décembre 1957).
- 19 août :
  - Louis Agricol Montagné, peintre et aquarelliste français († 12 février 1960).
  - Lascăr Vorel, peintre roumain d'origine tchèque († février 1918).
- 22 août : Julien Louis Tavernier, peintre français († 16 janvier 1939).
- 24 août : Eugène Fraysse, footballeur français († ?).
- 28 août : Sydney Ayres, acteur, réalisateur et scénariste américain († 9 septembre 1916).
- 31 août :
  - Ida Kerkovius, peintre et tisserande lettonne († 7 juin 1970).
  - Alma Mahler, née Schindler, artiste, compositrice et peintre d'origine autrichienne († 11 décembre 1964).
- 2 septembre : An Jung-geun, militant indépendantiste et calligraphe coréen († 26 mars 1910).
- 3 septembre : Raphaël Vaudenay, peintre français († 1963).
- 4 septembre : Sandy-Hook, de son vrai nom Georges Taboureau, peintre, affichiste et illustrateur français († 4 février 1960).
- 5 septembre : Rhené-Baton, chef d'orchestre et compositeur français († 23 septembre 1940).
- 12 septembre : Charles Laeser, coureur cycliste suisse († 28 juillet 1959).
- 13 septembre : 
  - Evelyn Brooke, infirmière néo-zélandaise († 11 février 1962).
  - Tsutomu Sakuma, militaire japonais († 4 avril 1910).
- 16 septembre : Karl Etlinger, acteur austro-allemand († 8 mai 1946).
- 17 septembre : Periyar E. V. Ramasamy, homme politique indien († 24 décembre 1973).
- 18 septembre : Marius de Buzon, peintre français († 26 novembre 1958).
- 23 septembre :
  - Charles Camoin, peintre français († 20 mai 1965).
  - Jack J. Clark, acteur et réalisateur américain († 12 avril 1947).
- 26 septembre : Claude Guillon-Verne, compositeur et chroniqueur musical français († février 1956).
- 27 septembre : 
  - Cyril Scott, compositeur, poète, écrivain et philosophe anglais († 31 décembre 1970).
  - J. André Fouilhoux, architecte américain d'origine française († 20 juin 1945).
- 28 septembre : David Koigen sociologue russo-allemand († 7 mars 1933).
- 29 septembre :
  - Alexandre Marius Jacob, anarchiste, idéaliste, cambrioleur français († 28 août 1954).
  - Joaquín Nin, pianiste et compositeur cubain († 24 octobre 1949).
- 2 octobre :
  - Alexandre Delmer, ingénieur et homme politique belge († 4 avril 1974).
  - Léon Georget, coureur cycliste français († 5 novembre 1949).
- 4 octobre : Pierre-Maurice Masson, écrivain et critique français († 16 avril 1916).
- 5 octobre : Henry L. Roosevelt, militaire et homme politique américain († 22 février 1936).
- 6 octobre : Loÿs Prat, peintre français († 1934).
- 8 octobre : Ernest Douwes Dekker, homme politique indonésien-néerlandais († 28 août 1950).
- 13 octobre : Peter van Anrooy, compositeur et chef d'orchestre néerlandais († 31 décembre 1954).
- 14 octobre : Miles Franklin, écrivaine australienne († 19 septembre 1954).
- 16 octobre : Clem Bevans, acteur américain († 11 août 1963).
- 21 octobre : Joseph Canteloube, pianiste, compositeur et musicologue français († 4 novembre 1957).
- 24 octobre : Nicola Bombacci, homme politique italien († 28 avril 1945).
- 25 octobre :
  - Gustave Moïse, peintre français († 2 octobre 1955).
  - Jean Rogister, altiste et compositeur belge († 20 mars 1964).
- 29 octobre : Paul Knepler, librettiste, compositeur et éditeur autrichien († 17 décembre 1967).
- 3 novembre : Ignace Gabriel Ier Tappouni, cardinal irakien, patriarche de l'Église catholique syriaque († 29 janvier 1968).
- 5 novembre : Geo Dorival, affichiste, dessinateur et peintre français († 22 mars 1968).
- 7 novembre :
  - Kārlis Skalbe, écrivain, poète et homme politique letton († 14 avril 1945).
  - Léon Trotsky, révolutionnaire communiste et homme politique russe puis soviétique († 21 août 1940).
- 8 novembre : Georges Dorignac, peintre français († 21 décembre 1925).
- 10 novembre :
  - Margarethe Furcht, chimiste austro-britannique († 12 février 1976).
  - Patrick Pearse, enseignant, avocat, poète, écrivain, nationaliste, activiste politique républicain et révolutionnaire irlandais († 3 mai 1916).
- 11 novembre : Édouard Monchablon, peintre français († 13 décembre 1914).
- 12 novembre : Chetpat Aiyar, avocat et homme d'État indien († 26 septembre 1966).
- 13 novembre : Maurice Delage, compositeur français avocat et un homme d'État indien,
- 14 novembre : Henry de Monfreid, écrivain et navigateur († 13 décembre 1974).
- 21 novembre : Joaquim Claret (es), sculpteur espagnol († 25 décembre 1964).
- 24 novembre : Duncan Sommerville, mathématicien, astronome et peintre néo-zélandais († 31 janvier 1934).
- 26 novembre : Armand Rébillon, historien français († 4 janvier 1974).
- 29 novembre :
  - Élisabeth Fuss-Amoré, peintre et militante féministe française († 8 mai 1959).
  - Jacob Gade, violoniste et compositeur danois († 20 février 1963).
- 30 novembre : René Dalize, écrivain français († 7 mai 1917).
- 3 décembre : Franz Windhager, peintre autrichien († 14 juin 1959).
- 4 décembre :
  - Roger Boutet de Monvel, mémorialiste français († 25 décembre 1951).
  - Hamilton Harty, compositeur, chef d'orchestre et pianiste-accompagnateur britannique d'originaire irlandaise († 19 février 1941).
- 6 décembre : Salomon Garf, peintre néerlandais († 27 août 1943).
- 9 décembre : Hu Hanmin, homme politique chinois († 12 mai 1936).
- 10 décembre : « Chicuelo » (Manuel Jiménez Vera), matador espagnol († 18 novembre 1907).
- 18 décembre :
  - Paul Klee, peintre allemand († 29 juin 1940
- 19 décembre : Louis Vuillemin, musicologue et chef d'orchestre français († 2 avril 1929).
- 20 décembre : Clémentine Ballot, peintre française († 1964).
- 24 décembre : Émile Nelligan, poète québécois († 18 novembre 1941)
- 24 décembre :
  - Clemente Micara, cardinal italien († 11 mars 1965).
  - Charles Péquin, peintre français († 19 janvier 1963).
- 26 décembre :
  - Eugène Villon, peintre et graveur français († 7 novembre 1951).
  - Julius Weismann, compositeur allemand († 22 décembre 1950).
- 27 décembre : Sydney Greenstreet, acteur britannique († 18 janvier 1954).
- 29 décembre : Witold Wojtkiewicz, peintre polonais († 14 juin 1909).
- 30 décembre :
  - Giuseppe Celi, homme politique italien († 19 février 1946).
  - Cécile Paul-Baudry, peintre française († 28 février 1960).
- ? décembre : Matilde Brandau, juriste et enseignante chilienne († 1948).
- Date précise inconnue :
  - Jeanne Baraduc, peintre française († 1957).
  - Jin Shuren, homme politique chinois († 19 septembre 1941).
  - René Vincent, peintre, aquarelliste, dessinateur et affichiste français († 1936).
  - Eleanor Whitton, militante pour les droits des animaux († 28 mars 1956).
- Vers 1879 :
- Amie Ragg, homme politique fidjien († 5 septembre 1957).

## Décès en 1879
- 23 janvier : Adolf Jensen, pianiste et compositeur allemand (° 12 janvier 1837).
- 30 janvier : Augustin Denys, ecclésiastique et écrivain français (° 28 août 1803).
- 1er février : Gustav von Jagow, fonctionnaire et homme politique prussien (° 7 septembre 1813).
- 4 février : Michael Echter, peintre allemand (° 5 mars 1812).
- 7 février : Alphonse Varney, chef d’orchestre français (° 1er novembre 1811).
- 10 février : Honoré Daumier, sculpteur, lithographe et peintre français (° 26 février 1808).
- 14 février : Alexis Nicolas Noël, peintre et graveur français (° 2 septembre 1792).
- 15 février : Édouard Reynart, peintre français et conservateur du palais des beaux-arts de Lille (° 29 avril 1802).
- 19 février : Giovanni Battista Cecchini, architecte et peintre italien (° 9 mars 1804).
- 20 février :
  - John Orlando Parry, acteur, pianiste, artiste, comédien et chanteur anglais (° 3 janvier 1810).
  - Ede Zsedényi, homme politique hongrois (° 21 mars 1804).
- 6 mars : Alexandre-Hippolyte Goblin, musicien français (° 25 décembre 1800).
- 27 mars : Hercule Florence, peintre et inventeur franco-brésilien (° 29 février 1804).
- 30 mars :
  - Thomas Couture, peintre français (° 21 décembre 1815).
  - Thomas Jefferson Dryer, éditeur de presse, franc-maçon, alpiniste et homme politique américain (° 10 janvier 1808).
- 3 avril : Olmar Kingsley, voltigeur équestre américain (° 1840).
- 8 avril : Nikolaï Zaremba, théoricien de musique et compositeur russe (° 12 juin 1821).
- 9 avril : Ernst Friedrich Richter, théoricien, organiste, pédagogue et compositeur allemand (° 24 octobre 1808).

- 16 avril :

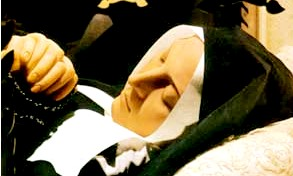
Bernadette Soubirous

  - Peter Kozler, avocat, géographe, cartographe, industriel et militant politique austro-hongrois (° 16 février 1824).
  - Bernadette Soubirous, religieuse des sœurs de la Charité de Nevers française, (visionnaire de Lourdes) (° 7 janvier 1844) canonisée en 1933
- 28 avril : Isidoro La Lumia, homme politique et historien italien (° 1er novembre 1823).
- 30 avril : Édouard Maubert, peintre français d'histoire naturelle (° 30 janvier 1806).
- 7 mai : Louis-Siméon Morin, avocat et homme politique canadien (° 20 janvier 1831).
- 12 mai : 
  - Ludwig Angerer, photographe austro-hongrois (°15 août 1837)
  - Ary Pleysier, peintre néerlandais (° 16 avril 1809).
- 22 mai : Gabriel Charavay, éditeur, libraire et homme politique français (° 7 août 1818).
- 23 mai : Florentin Servan, peintre paysagiste français de l’école de Lyon (° 16 mai 1811).
- 1er juin : Eugène-Louis Bonaparte, prince impérial, seul enfant de NapoléonIII, empereur des Français, et de son épouse, l’impératrice Eugénie (° 16 mars 1856).
- 6 juillet : Henry Thomas Smart, organiste et compositeur anglais (° 26 octobre 1813)
- 7 juillet : George Caleb Bingham, peintre américain (° 20 mars 1811).
- 11 juillet : Jacques-Antoine Moerenhout, ancien consul de France en Polynésie française et à Los Angeles (° 17 janvier 1796).
- 26 juillet : Joaquín Domínguez Bécquer, peintre espagnol (° 1817).
- 1er août : Alphonse Thys, compositeur français (° 8 mars 1807).
- 5 août : Charles Fechter, acteur français (° 23 octobre 1824).
- 7 août : Alexandre Hesse, peintre français (° 30 décembre 1806).
- 22 août : Friedrich August Kummer, violoncelliste, pédagogue et compositeur allemand (° 5 août 1797).
- 1er septembre : Hippolyte Sebron, peintre français (° 21 août 1801).
- 12 septembre : Peter Heise, compositeur et organiste danois (° 11 février 1830).
- 14 septembre : Théodore Valerio, peintre, graveur et lithographe français (° 18 février 1819).
- 17 septembre : Eugène Viollet-le-Duc, architecte, ingénieur et écrivain français (° 27 janvier 1814).
- 23 octobre : Pierre Justin Ouvrié, peintre et lithographe français (° 19 janvier 1806).
- 5 novembre : James Clerk Maxwell, physicien anglais (° 13 juin 1831).
- 16 novembre : Alexandre Louis Patry, peintre de genre et portraitiste français (° 9 décembre 1810).
- 18 novembre : André Giroux, peintre et photographe français (° 30 avril 1801).
- 25 novembre : Gabriel Ranvier, peintre français (° 8 juillet 1828).
- 1er décembre : Franz Ittenbach, peintre allemand (° 18 avril 1813).
- 5 décembre : Carl Wilhelm Hübner, peintre allemand (° 17 juin 1814).
- 7 décembre : Jón Sigurðsson, chef du mouvement pacifiste islandais (° 17 juin 1811).
- 8 décembre : Anton Teichlein, peintre allemand (° 28 janvier 1820).
- 18 décembre :
  - Heinrich Proch, compositeur, musicien et professeur de chant autrichien (° 22 juillet 1809).
  - Tevita ʻUnga, prince héritier et premier premier ministre du royaume des Tonga (° ?).
- 24 décembre : Anna Bochkoltz, soprano, professeure de chant et compositrice (° 11 mars 1815).
- 28 décembre : Matteo Picasso, peintre italien (° 9 mars 1794).
- 29 décembre : Abigail May Alcott Nieriker, artiste américaine (° 26 juillet 1840).
- Date inconnue :
  - Eliseo Sala, peintre italien (° 1813).
  - Eugène Halléguen, médecin et historien français (° 1813).